# Богачевский
Богачёвский — вулкан на Камчатке, в средней части хребта Гамчен.
Расположен в восточной части центральной Камчатки на водоразделе рек Богачёвки и Дроздовской. Относится к группе Верхнебогачёвских вулканов.
Находится на раннеплейстоценовом лавовом поле, он как бы насажен на разлом юго-западного простирания. Сложен средне-верхнеплейстоценовыми лавами и шлаками.